# 2. påskedag
2. påskedag er mandagen i påskeugen og dagen efter påskedag, hvor man i den danske folkekirke mindes, at den opstandne Kristus møder de 11 disciple, efter at have overrasket to af dem dagen forinden på deres vej til Emmaus (Lukasevangeliet kap 24 v 13-49).
I den katolske kirke er 2. påskedag ikke en helligdag i liturgisk forstand, men dog mandag i påskeoktaven, som fejrer påsken hver dag i denne uge.
I andre kristne trossamfund har dagen et andet indhold. Mandagen er helligdag eller fridag i en lang række lande med kristen kulturbaggrund.